# Azé (Mayenne)
Azé is een plaats en voormalige gemeente in het Franse departement Mayenne in de regio Pays de la Loire en telt 2993 inwoners (1999). De plaats maakt deel uit van het arrondissement Château-Gontier.

## Geschiedenis
Azé is op 1 januari 2019 gefuseerd met de gemeenten Château-Gontier en Saint-Fort tot de gemeente Château-Gontier-sur-Mayenne. 

## Geografie
De oppervlakte van Azé bedraagt 29,7 km², de bevolkingsdichtheid is 100,8 inwoners per km².
De onderstaande kaart toont de ligging van Azé (Mayenne) met de belangrijkste infrastructuur en aangrenzende gemeenten.

## Demografie
Onderstaande figuur toont het verloop van het inwonertal (bron: INSEE-tellingen).

Azé · Château-Gontier · Saint-Fort